# Pierre-Gilles de Gennes
Pierre-Gilles de Gennes (Paris, 24 de outubro de 1932 — Orsay, 18 de maio de 2007) foi um físico francês.
Recebeu o Nobel de Física de 1991, pela descoberta que os métodos desenvolvidos para estudar os fenômenos de ordem em sistemas simples podem ser generalizados a formas mais complexas da matéria, em particular aos cristais líquidos e aos polímeros líquidos. Seus trabalhos incentivaram diversos estudos relacionados tanto com a física e a físico-química fundamental, como com as ciências aplicadas.

## Prêmios e distinções
- Prêmio Louis-Ancel em 1959
- Prêmio Holweck em 1968
- membro da Academia Francesa de Ciências eleito em 1979
- Medalha de ouro CNRS em 1980
- Membro estrangeiro da Sociedade Real eleito em 1984
- Prêmio Nobel de Física em 1991
- Prêmio Wolf em 1991
- vencedor do prêmio Roberval 2007 (menção especial para o ensino superior) para o livro Gouttes, bulles, perles et ondes (Gotas, bolhas, pérolas e ondas) co-autor com David Quéré e Françoise Brochard-Wyart